# Myscelia auletes
Myscelia auletes är en fjärilsart som beskrevs av Frederick DuCane Godman och Osbert Salvin 1889. Myscelia auletes ingår i släktet Myscelia och familjen praktfjärilar. Inga underarter finns listade i Catalogue of Life.